# Achira (galleta)
Las achiras o bizcochos de achira son galletas tradicionales colombianas. Se elaboran con harina de achira (autóctona de la región) en lugar de harina de trigo. Ampliamente reconocidas en el Huila como las achiras del Huila o bizcochos de achira, aportan minerales como calcio, hierro, fósforo, sodio y alto contenido proteico y no contienen gluten. Su forma es alargada y cilíndrica de color amarillo dorado, propio de la buena cocina. Se deshace ligeramente en la boca con una textura crujiente, suave y arenosa, con sabor a leche. La achira también es conocida como saga o chisgua en Colombia. Son consumidas como alimento por los chibchas en Colombia, pero se piensa que su uso se ha extendido por los Andes debido a los intercambios comerciales con otras comunidades indígenas.

## Preparación
Huila es el mayor productor de torta de harina de achira en el mundo. Las achiras aún conservan su receta tradicional y su inevitable cocción en horno de barro. La harina de achira, ingrediente principal de esta preparación, se sustrae de la planta de achira, cuyo origen es sudamericano y ha sido utilizada por los chibchas para su alimentación.

### Ingredientes
- 1 libra de harina de achira.
- 2 yemas de huevo.
- 1 libra de mantequilla derretida.
- 2 libras de cuajada fresca.

### Preparación
- Mezclar la harina de achira con el queso bien molido, el azúcar común y la sal.
- Formar una corona y agregar la margarina, los huevos, parte de la leche y el colorante.
- Remojar hasta obtener una pasta suave. Licuar bien y dejar reposar un poco.
- Formar barras del grosor deseado y cortar la unidad, se hacen los bizcochos de unos 5cm de largo y 1cm y medio de ancho trabajando con las manos.
- Colocar sobre una bandeja engrasada en el horno precalentado a 400 °C por 10 minutos.[3]

## Reputación de las achiras
La achira es parte fundamental de la cultura tradicional de la región, y debido a su gran reconocimiento como producto típico del departamento del Huila y su alto consumo local, ha logrado diversificarse a nivel nacional e internacional.
De hecho, diversos artículos de prensa destacan la presencia de la achira en el mercado nacional e internacional. Por ejemplo, el artículo "la galleta achira abre mercados de exportación", menciona que una de las delicias del departamento gastronómico del Huila, la tradicional achira, comenzó a abrir mercados en Estados Unidos y España y recientemente quedó segunda en un gran proyecto en Japón. El artículo destaca que el tradicional bizcocho, la achira, es elaborado a mano y que el año pasado logró vender 114 mil dólares en el exterior".